# Dieudonné Minoungou
Dieudonné Minoungou est un footballeur professionnel né le 25 juin 1981 à Tenkodogo au Burkina Faso.

## Carrière

### En club
- 1999-2001 : Santos FC Ouagadougou
- 2001-2002 : Grenoble Foot 38
- 2002-2004 : Tours FC
- 2004-2005 : Stade brestois 29
- 2005-2006 : FC Rouen
- 2006-2008 : AS Moulins
- 2008-2009 : FC Ryūkyū
- 2012-2013 : Moulins-Yzeure Foot

### En sélection
Minougou est international burkinabé depuis 2002. Il a marqué trois buts, dont un en phase finale de la Coupe d'Afrique des nations de football 2004, pour sept matches joués.